# Бруде I
Бруде або Бріде I мак Маелкон (Brude mac Maelchon; ? — між 584 та 586) — король Піктії у 556—586 роках. За його правління почалася християнізація піктів.

## Життєпис
Є першим королем, який згаданий у незалежному історичному джерелі. Ім'я його батька — Маелкон — є еквівалентом імені Маелгун; так називали короля північного Вельсу. Вперше згадується в ірландських «Анналах Ольстера» у 558—560 роках.
Здобув владу за різними відомостями у 554 або 556 році. Панував спочатку над північними піктами, згодом став контролювати Оркнейські острови. Володаря Оркнейських островів перебував при дворі Бруде I, також там знаходилися заручники оркнейців. Відносно стосунків з південними піктами мало відомостей. Також відомо, що Бруде I зумів підпорядкувати Галама Кенналефа I, короля Південної Піктії, але зберіг за останнім владу. Близько 580 року Бруде I об'єднав усіх піктів, ставши головним королем Піктії.
У «Житії Колумба» Адамнана вказано, що королівська фортеця Бріде I знаходилася біля річки Несс. Точне місце розташування фортеці поки встановити не вдалося, хоча багато істориків вважають, що вона могла стояти на місці форту на Крег Фадріг. Ймовірно Бруде I дійсно правив з області Інвернесса, контролював Глен-Мор і райони безпосередньо на захід від неї до самих Гебридських островів.
Десь через 5 років після початку свого володарювання Бруде I (між 558-5560 роками) переміг скоттів в Аргайлі, в якій загинув Габран, король держави скоттів Дал Ріада. Достеменно невідомо чи дійсно «втеча скоттів перед Бруде, сином Маелкона» було рішучою перемогою піктів, проте вже саме те, що вона зафіксована в ірландських анналах, відображує важливість цієї події. До того в наступні 15 років між піктами і скоттами ніяких сутичок не зафіксовано.
Під час панування Бруде I його відвідав святий Колумба. Король піктів у 565 році прийняв хрещення від Колумби та надав згоду останньому щодо проповідування християнства серед своїх підданих. Це була одна зі стадій поступового процесу, в результаті якого скотти (яким був Колумба, родич королів Дал Ріади) підірвали піктську незалежність.
Близько 580 року звернувся до Аедани, короля Дал Ріади, для придушення повстання на Оркнейських островах. Втім вже у 582 році король Піктії змушений був захищати південні кордони від вторгнення військ Дал Ріади.
Бруде I близько 584 або 586 року загинув у битві при Асрейті (Асреті), під час придушення повстання південних піктів, який підтримав Рідерх I, король Стратклайду. Владу успадкував Гартнарт II.